# 안살도 STS
안살도 STS는 철도 신호 장비를 공급하는 기업이다. 철도 건설 턴키 사업도 갈이 하고 있다. 이탈리아 제노바에 본사가 있으며. 이탈리아 보르자에 주식이 상장되어 있다.

## 역사
안살도 그룹의 역사는 1853년 설립된 지오바니 안살도 앤 C.로 거슬러 올라간다. 이 회사는 철도 차량 및 시스템 전문 회사이다. 이후 주인이 여러 번 바뀌면서 이탈트라포 SpA라는 이름으로 바뀌었고, 1980년 핀메카니카와 안살도의 합작 벤처 안살도 트란스포티 SpA가 설립되면서 구조를 개혁하였다.
안살도 트란스포티 설립 이후 많은 회사를 인수 합병하였다.
- 1988년 미국 유니언 스위치 앤 시그널 (1883년 설립)
- 1989년 프랑스 CSEE (1902년 설립), 1989년에는 49%만 인수하였고 나머지 51%를 1996년에 인수하였다.
- 1996년 네덜란드 안살도 시그널 NV 설립. 인수한 외국 신호 회사를 관리하는 기업이다.
- 2001년 핀메카니카 그룹에 인수됨. 핀메카니카 그룹은 안살도 시그널 NV를 완전히 소유하게 되었다.

2006년 3월 부분적으로 기업 공개를 하면서 현재의 안살도 STS가 생겼다.

## 구조
안살도 STS SpA라는 지주 회사가 여러 자회사를 소유하는 구조이다.
- 안살도 세그날라멘토 페로비아리오
- 안살도 STS 프랑스(과거 CSEE)
- 안살도 STS 프랑스 한국 지점
- 안살도 STS USA (미국, 과거 유니언 스위치 앤 시그널)
- 안살도 STS UK (영국, 과거 안살도 시그널)
- 안살도 STS 아일랜드
- 안살도 STS 스웨덴 (과거 안살도 시그널 AB)
- 안살도 STS 핀란드
- 안살도 STS 에스파냐
- 안살도 유니언 스위치 앤 시그널 Pty. (오스트레일리아, 인도, 말레이시아)

## 제품
안살도 STS는 전 세계 지하철, 노면 전차, 철도 신호 장비를 공급하였다. TGV에 사용하는 신호 장비 TVM은 안살도 STS가 공급하고 있다.

## 같이 보기
- 히타치 레일 이탈리아